# Берган, Хальвор
Хальвор Берган (норв. Halvor Bergan; 8 августа 1931, Шиен — 3 мая 2015, Шиен, Норвегия) — епископ лютеранской церкви Норвегии; епископ Агдера (1983—1998).

## Биография
Родился 8 августа 1931 года в городе Шиен, в фюльке Телемарк.
В 1957 году получил диплом кандидата богословия, окончив Норвежскую теологическую школу.
В 1958 году епископ города Ставангера Карл Мартинуссен совершил его пасторскую ординацию. В качестве помогающего священника начал служить в приходе Холанда, расположенного к западу от Ставангера, а в 1966 году получил место второго священника в Солуме, к запалу от Шиена.
С 1971 по 1980 год был первым настоятелем в новообразованном Ненсетском приходе в Солуме.
В 1980 году защитил диссертацию по церковной истории в университете Осло, получив степень доктора богословия.
С 1980 года был настоятелем в приходе Сёухерада, а в 1983 году был избран и рукоположен в епископа Агдера. Кафедральным собором епархии являлся Кристиансаннский собор. Продолжал своё служение до 1998 года, когда вышел на пенсию и переехал в Мелум в Шиене.